# Торкановка
Торкано́вка (укр. Торканівка) — село на Украине, находится в Ободовской сельской общине Гайсинского района Винницкой области.
Код КОАТУУ — 0524185301. Население по переписи 2001 года составляет 1061 человек. Почтовый индекс — 24361. Телефонный код — 4343.
Занимает площадь 2,1 км².

## Адрес местного совета
24361, Винницкая область, Тростянецкий р-н, с. Торкановка, ул. Ленина, 110, тел. 28 - 2 - 31